# Нурасулов, Магомедгаджи Абдурахманович
Магомедгаджи Абдурахманович Нурасулов (15 июля 1992, Гуниб, Дагестан, Россия) — российский и сербский борец вольного стиля.

## Спортивная карьера
Вольной борьбой занимался в родном селе с 8 лет. В 2007 году на учебно-тренировочных сборах в Гунибе его присмотрел тренер Касум Насрудинов, после разрешения родителей Магомедгаджи переехал в Махачкалу, где тренировался в МСДЮСШОР им. А.Алиева. В 2012 году стал чемпионом первенства мира среди юниоров. Выступал на чемпионате Европы 2013 года, однако проиграл в 1/4 финала и занял 10 место. С 22 апреля 2021 г. по причинам особого интереса, на основании решения Правительства, является гражданином Сербии..

## Спортивные результаты на крупных турнирах
- Первенство мира среди юниоров 2012 — ;
- Чемпионат России по вольной борьбе 2012 — 10;
- Кубок мира по вольной борьбе 2012 — 12;
- Чемпионат Европы по борьбе 2013 — 10;
- Чемпионат России по вольной борьбе 2014 — 14;
- Чемпионат России по вольной борьбе 2015 — 17;
- Чемпионат России по вольной борьбе 2017 — ;
- Чемпионат России по вольной борьбе 2018 — ;
- Чемпионат России по вольной борьбе 2019 — 17;
- Абсолютный чемпионат России по борьбе 2019 — ;

## Личная жизнь
Выпускник факультета «Автомобильный сервис» махачкалинского филиала Московского автодорожного института. 24 сентября 2014 года женился, супругу зовут Диана.